# Gró Lajos
Gró Lajos, eredetileg Grosz Lajos (Budapest, 1901. február 20. – Budapest, 1943. december 18.) újságíró, kritikus, a magyar filmesztétika egyik úttörője. 

## Élete
Grosz Chaim nagyhódosi születésű bérkocsis segéd és Weisz Hermin fia. Felsőkereskedelmi iskolát végzett. Diákként a Galilei Kör tagja volt és részt vett az 1918–19-es forradalmi mozgalmakban. 1919 és 1922 között Az Est Lapoknál dolgozott adminisztrátorként. 1922-től négy évig az Angol–Magyar Bank munkatársa volt, s ettől az évtől kezdve érdeklődött kiemelten a filmesztétika iránt. Elsők között foglalkozott a szovjet filmművészettel és irodalommal. Barátságban állt Balázs Bélával, s kapcsolatuk kihatott a filmtudományi érdeklődésére. Később Kassák Lajos köréhez, a Munka című folyóirat szerkesztőségéhez csatlakozott. 1925-ben megindította a Népszava filmkritikai rovatát, s 1926-tól a kolozsvári Korunk című lap magyarországi tudósítója és szerkesztője volt. 1928-ban a Munka és a Fáklya című lapok szerkesztőbizottságának tagja lett. 1926-tól írásai megjelentek a Nyugatban és állandó külső munkatársa volt a Szocializmusnak. Irodalmi és filmművészeti tanulmányokat és kritikákat jelentetett meg, alapeszménye a szocialista humanizmus és az új formai szintézis volt. A Magyarországi Szociáldemokrata Párt tagja volt.
Házastársa Blau Friderika (1897–1977) volt, Blau Dávid és Schwarz Gizella lánya, akit 1925. február 8-án Budapesten, az Erzsébetvárosban vett nőül. 1939-ben mindketten áttértek a református hitre.

## Művei
- A film útja (Budapest, 1927)
- Az orosz filmművészet (Budapest, 1931)